# Marie Louise
Die Insel Marie Louise liegt im Indischen Ozean und gehört zur Inselgruppe der Amiranten – und somit zu den Outer Islands der Seychellen. Sie ist 1250 m lang, 600 m breit, bedeckt eine Fläche von 52 Hektar (0,52 km²), liegt 280 km von der Hauptinsel Mahé und 13 km von der nächsten Insel Desnœufs entfernt. Ihren Namen erhielt sie 1771 vom Chevalier du Roslan nach seinem Schiff Marie Louise.
Seit Ende des 19. Jahrhunderts ist die Insel ohne Unterbrechung verpachtet und bewohnt gewesen. Im Jahr 1905 zählte die Bevölkerung 86 Personen, und die Insel exportierte in diesem Jahr 3500 Tonnen Guano. Bis zum Jahr 1963, als man noch 3000 Tonnen des Düngers produzierte, war dies die Hauptstütze der Inselwirtschaft, die außerdem auch noch von Kopra und getrocknetem Fisch lebte.
In den 1980er Jahren versuchte man, die Insel für den Fremdenverkehr zu entwickeln und einige Bungalows zu errichten, scheiterte jedoch an den Einschränkungen der Luftfahrt: die zahlreichen Vögel auf der Insel machten eine Landung für Flugzeuge zu riskant. Die Landung auf der 3 m hohen Insel mit dem Schiff ist schwierig, denn die Küste fällt steil ab und ist mit Gesteinsbrocken übersät.
Nachdem Guano und Kopra seine wirtschaftliche Bedeutung verloren hatte, wurde Marie Louise fast zur Geisterinsel, auf der heute nur noch wenige Menschen leben.